# Protéine végétale hydrolysée
Le terme protéine végétale hydrolysée désigne un ingrédient obtenu par hydrolyse de protéines et permettant de donner un goût de bouillon, appelé umami, à des aliments transformés. Étant donné les controverses sur le glutamate monosodique, les fabricants de produits alimentaires utilisent des protéines végétales hydrolysées comme exhausteur de goût pour éviter de devoir indiquer « GMS » ou « glutamate monosodique » dans les ingrédients.

## Utilisation
On retrouve des protéines végétales hydrolysées dans différents plats préparés industriels, dont des pizzas, des sauces, etc.